# Source fixe
Dans le domaine de la surveillance de la qualité de l'air, les sources fixes désignent les émetteurs de pollution atmosphérique fixes par opposition aux sources mobiles.
Principaux types de sources fixes :
- les centrales thermiques, chaudières industrielles
- les émetteurs industriels (pétrole, chimie, sidérurgie, métallurgie, cimenterie, etc)
- les centres de traitement des déchets, les décharges agréées
- les émissions dues au chauffages domestiques (gaz, fioul, charbon, coke, bois)